# Ranger V-770

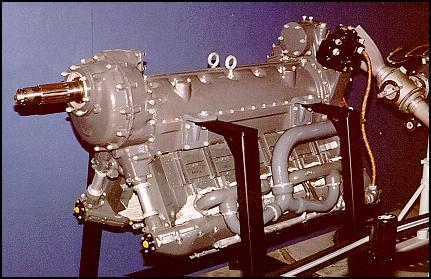
Exemplaire exposé.

Le Ranger L-440 ou Ranger 6-440C est un moteur d'avion à piston, produit dans les années 1930 et 1940 par Ranger Aircraft Engine Division, devenu une division de Fairchild en 1939. C'est un moteur V12 inversé (c'est-à-dire avec les têtes de cylindres en bas), refroidi par air. V-770 est la désignation des forces armées américaines : V désigne la disposition du moteur, 770 est la cylindrée en pouces cubes (soit 12,6 litres).

## Conception
Le moteur reprend assez largement la conception du six cylindres en ligne Ranger L-440, mais avec deux rangées de cylindres, et un angle de V de 60°. Du L-440, il reprend le principe de refroidissement par circulation forcée d'air comprimé dans un capot entourant les cylindres. Le moteur a été décliné en plusieurs versions, se distinguant principalement par la présence ou non d'un réducteur et d'un compresseur mécanique.  Le développement du moteur a continué jusqu'à l'immédiat après guerre, avec une ultime version dont la puissance est portée à 700 chevaux.

## Applications
Les avions produits en grande série et utilisant ce moteur sont : 
- Fairchild AT-21 Gunner : avion destiné à l'entrainement des gunners des bombardiers.
- Utva 213 Vihor : avion d'entrainement yougoslave.
- Curtiss SO3C Seamew : hydravion à flotteurs d'observation.

À cela s'ajoutent quelques prototypes, ou appareil modifiés.
- AEKKEA-RAAB R-29 : avion d'entrainement développé dans les années 30 en Grèce, au devenir mal connu.
- Bell XP-77 : prototype d'un chasseur très léger.
- Fairchild F-46 ; avion léger.
- Fairchild BQ-3 : drone d'assaut.
- Vought XSO2U : prototype d'hydravion d'observation, — l'appareil de série, Vought OS2U Kingfisher, utilisant un Pratt & Whitney Wasp —.